# Kaaimannen
Kaaimannen of kaaimans (Caimaninae) zijn een onderfamilie van krokodilachtigen die behoren tot de familie alligators en kaaimannen (Alligatoridae).

## Verspreiding en habitat
Alle soorten komen alleen voor in delen van Midden- en Zuid-Amerika en ze leven er vrijwel uitsluitend in het noorden en noordoosten.

## Uiterlijke kenmerken
Kaaimannen hebben altijd stevige buikplaten die elkaar overlappen, en verschillen hiermee van alle alligators en krokodillen. Kaaimans variëren in lengte, sommige soorten kunnen een totale lichaamslengte tot vier meter bereiken. Cuviers gladvoorhoofdkaaiman (Paleosuchus palpebrosus) is de kleinste moderne krokodilachtige, een volwassen mannetje bereikt ongeveer 1,5 meter inclusief staart. 

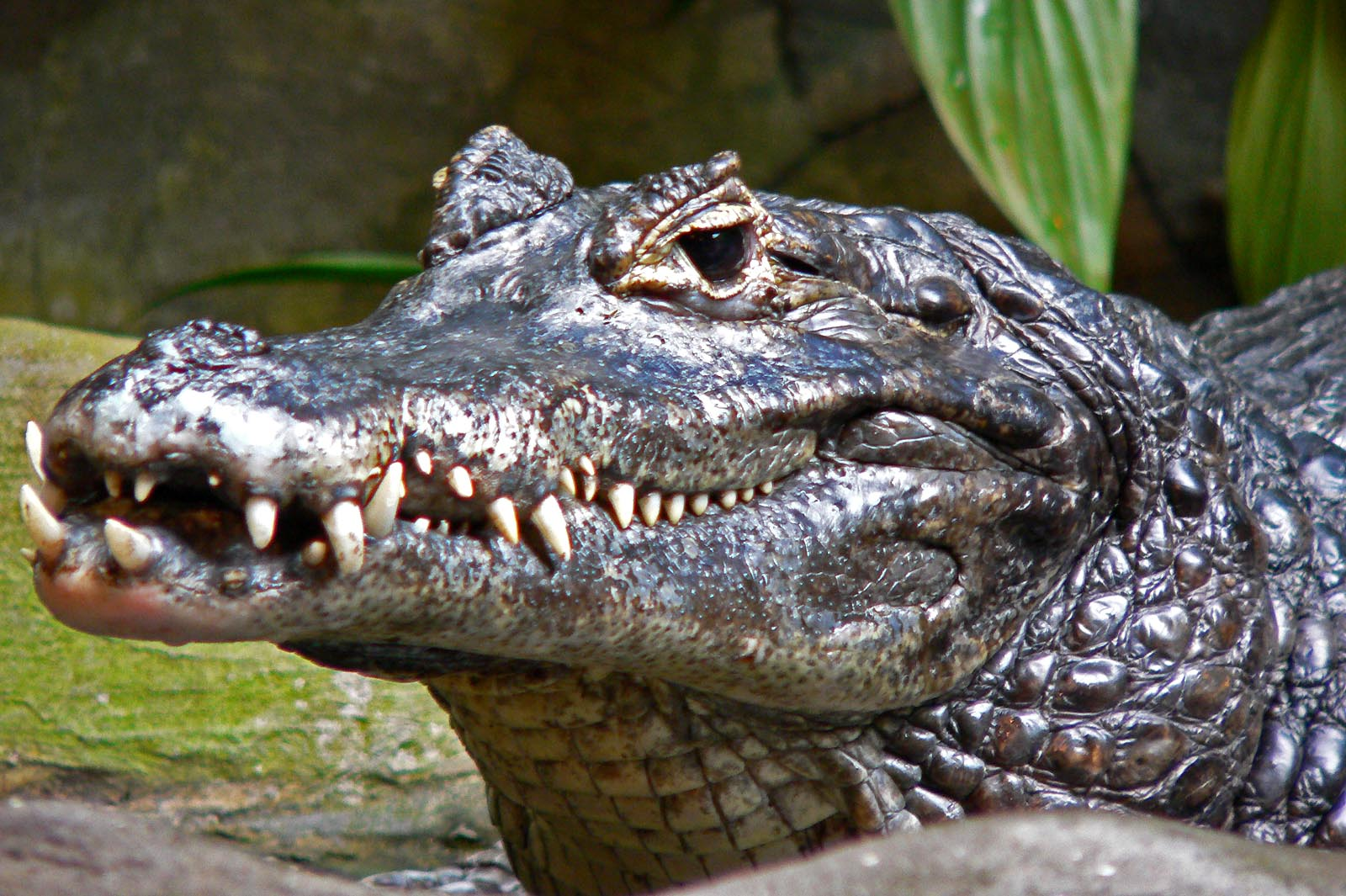
Yacarekaaiman in Vancouver Aquarium
(Caiman yacare)

## Taxonomie
Van de familie alligators behoren maar twee soorten tot de 'echte' alligators (Alligatorinae, geslacht Alligator), de mississippialligator uit Noord-Amerika en de Chinese alligator uit China. De overige zes soorten zijn kaaimannen, verdeeld over drie geslachten. Naast de moderne soorten zijn er nog vele uitgestorven soorten beschreven in verschillende geslachten. De huidige kaaimannen zijn onderstaand weergegeven, met de auteur en het verspreidingsgebied. De gegeven lichaamslengtes betreffen steeds die van een gemiddeld volwassen mannetje, niet de maximale lengtes van zeer grote exemplaren.
| Naam                                                     | Auteur                                       | Verspreidingsgebied | Lengte                                       |
| Geslacht Gladvoorhoofdkaaimans (Paleosuchus)             | Geslacht Gladvoorhoofdkaaimans (Paleosuchus) | Geslacht Gladvoorhoofdkaaimans (Paleosuchus) | Geslacht Gladvoorhoofdkaaimans (Paleosuchus) |
| -------------------------------------------------------- | -------------------------------------------- | --- | -------------------------------------------- |
| Cuviers gladvoorhoofdkaaiman (Paleosuchus palpebrosus)   | Cuvier, 1807                                 | Zuid-Amerika; Bolivia, Brazilië, Colombia, Ecuador, Frans-Guyana, Paraguay, Peru, Suriname, Venezuela, Trinidad en mogelijk in Guyana                                                                 | 1,5 m                                        |
| Schneiders gladvoorhoofdkaaiman (Paleosuchus trigonatus) | Schneider, 1801                              | Zuid-Amerika; Bolivia, Brazilië, Colombia, Ecuador, Frans-Guyana, Guyana, Peru, Suriname en Venezuela                                                                                                 | 2,3 m                                        |
| Geslacht Brilkaaimans (Caiman)                           |                                              | |                                              |
| Brilkaaiman (Caiman crocodilus)                          | Linnaeus, 1758                               | Zuid- en Midden-Amerika; Bolivia, Brazilië, Colombia, Costa Rica, Ecuador, El Salvador, Mexico, Frans-Guyana, Guatemala, Honduras, Nicaragua, Panama, Peru, Suriname, Trinidad en Tobago en Venezuela | 2,5 m                                        |
| Breedsnuitkaaiman (Caiman latirostris)                   | Daudin, 1802                                 | Zuid-Amerika; Argentinië, Bolivia, Brazilië, Paraguay en Uruguay | 2 m                                          |
| Yacarekaaiman (Caiman yacare)                            | Daudin, 1802                                 | Zuid-Amerika; Argentinië, Brazilië, Bolivia en Paraguay | 2,5 - 3 m                                    |
| Geslacht Melanosuchus                                    |                                              | |                                              |
| Zwarte kaaiman (Melanosuchus niger)                      | Spix, 1825                                   | Zuid-Amerika; Bolivia, Brazilië, Colombia, Ecuador, Frans-Guyana, Guyana, Peru | 4 m                                          |